# ميغل أنغل نيرا
ميغل أنغل نيرا بينتشيرا (بالإسبانية: Miguel Ángel Neira)‏ ، من مواليد 10 أكتوبر 1952 ، لاعب كرة قدم تشيلي سابق.
لعب مع منتخب تشيلي لكرة القدم.

## مسيرته الكروية
لعب ميغل أنغل نيرا خلال مسيرته الاحترافية مع 4 أندية في ثمانية عشر موسمًا وسجل خلالها 141 هدف ضمن 440 مباراة. حيث فاز في موسم واحد بالكأس وفي أربعة مواسم بالدوري.
خاض ميغل أنغل نيرا مسيرته مع نادي هواتشيباتو في موسم 1970 ليلعب معه ستة مواسم، مشاركًا في 93 مباراة سجل خلالها 30 هدف. ثم انتقل إلى نادي يونيون إسبانيولا في عامي 1976-1978 ولمدة موسمين، حيث شارك في 35 مباراة سجل خلالها 6 أهداف. لينتقل بعدها إلى نادي أوهيجينس في موسم 1978 واستمر معه طيلة ثلاثة مواسم، مشاركًا في 111 مباراة سجل خلالها 50 هدف. ثم انتقل إلى نادي أونيفرسيداد كاتوليكا في موسم 1981 ليلعب معه سبعة مواسم، مشاركًا في 201 مباراة سجل خلالها 55 هدفًا.

## روابط خارجية
- ميغل أنغل نيرا على موقع الاتحاد الدولي (مؤرشف)  (الإنجليزية)
- ميغل أنغل نيرا على موقع قاعدة بيانات كرة القدم.إي يو (الإنجليزية)
- ميغل أنغل نيرا على موقع ناشيونال فوتبول تيمز (الإنجليزية)